# Palazzo di Giustizia (Bergamo)
Il palazzo di Giustizia di Bergamo, sede della corte d'appello e della Procura della Repubblica, si trova in piazza Dante Alighieri. Fu costruito nei primi anni del XX secolo su progetto di Marcello Piacentini.

## Storia
Il territorio dove fu costruito il palazzo fu, fin dal X secolo, il luogo che ospitava la fiera di Sant'Alessandro che se nel medioevo fu un importante punto di scambi commerciali, nel XIX secolo perse d'importanza a causa delle guerre e delle epidemie che avevano devastarono il territorio. L'antica sede del tribunale e della procura, posta sulla parte alta della città, in quello che fu il palazzo del Podestà, versava in condizioni non più idonee. I primi anni del Novecento videro per la città orobica, la necessità di spostare gli uffici amministrativi dalla parte alta della cittadina, diventata inaccessibile, sia a causa dell'aumento demografico che dalla difficile accessibilità viaria a una migliore collocazione. Per questo motivo il 31 gennaio 1901 fu nominata una commissione affinché valutasse la situazione e la conseguente nuova collocazione. 
Nei primi anni del Novecento, molti istituti amministrativi furono spostati nei nuovi palazzi della parte bassa cittadina: il municipio, la prefettura, l'ufficio del registro e quello dell'intendenza di finanza e la camera di commercio, mentre il tribunale restò nella parte alta cittadina, così come le carceri di Sant'Agata
La parte bassa della città nei primi anni del Novecento richiese quindi di uno studio urbanistico che potesse rispondere alle nuove necessità. La zona ormai in disuso della fiera era solo un agglomerato di casotti e di piccoli edifici ormai fatiscenti. Vi fu quindi l'esigenza e la possibilità di creare una nuova area destinata alle attività pubbliche cittadine con un progetto di nuovo sviluppo urbano. Furono fatti due appalti pubblici nel biennio 1906-1907 dall'amministrazione comunale governata dal sindaco Gianforte Suardi per un progetto che desse lustro alla città, e che fosse anche un collante tra la cultura storico/artistica a cui tanto era improntata la vita della città tra le mura veneziane, e una nuova idea di moderno centro urbano.

Il progetto fu vinto da Marcello Piacentini che assegnò la direzione lavori dell'ingegnere Ernesto Suardo. I lavori di costruzione e di decorazione con l'impiego di manovalanza e di artisti del territorio proseguirono per un ventennio congiuntamente alla progettazione e costruzione del nuovo centro cittadino che fu poi definito come "centro Piacentini". Tra i progettisti e direttori lavori vi furono anche Giovanni Muzio e Luigi Angelini. 
Il 17 dicembre 1919 fu finalmente posata la prima pietra sul terreno ceduto a titolo gratuito dal comune. La costruzione venne divisa in tre lotti assegnati a tre ditte differenti, le quali sotto la direzione di Ernesto Suardo, nominato dal Piacentini, realizzarono il palazzo poi inaugurato il 1º novembre 1925 da Vittorio Emanuele III.

## Descrizione
Il palazzo ha un imponente corpo che si sviluppa su quattro lati in ceppo di Gré con la facciata principale su piazza Dante Alighieri, parte del "centro Piacentini" progettato dall'ingegnere Marcello Piacentini, e quello secondario in via Petrarca, di fronte al piazzale della Libertà con il palazzo della Libertà sede della Prefettura di Bergamo. La facciata principale a cui si accede da una gradinata in pietra ha l'ingresso affiancato dalle due grandi statue raffiguranti la Legge e il Diritto realizzate da Giuseppe Siccardi, una serie di ritratti di giureconsulti bergamaschi posti lungo la parete realizzati da Giovanni Avogadri e Giovanni Manzoni, mentre la faccia di Minerva posta centralmente sull'ingresso è opera di Edoardo Cattaneo.
La zoccolatura in pietra corre lungo tutto il palazzo cui si poggiano le grandi lesene che dividono il complesso, e che sulla facciata principale terminano con capitelli e tondi floreali. Due sezioni hanno grandi finestre, la prima sezione ha contorni in bugnato con finestre aventi inferriate. L'interno conserva il grande dipinto a fresco del Giudizio  (600x400 cm) realizzato in soli undici giorni dal bergamasco Giovanni Battista Galizzi.
Di fronte al palazzo, nel centro di piazza Dante vi è la fontana della fiera ultimo elemento rimasto dei casotti dell'antica fiera cittadina.